# The Satanist
The Satanist é o décimo álbum de estúdio da banda polonesa de Black/Death Metal Behemoth.

## Lista de faixas
Todas as músicas compostas por Nergal. Todos os arranjos creditados a Behemoth.
| N.º | Título                       | Letras                      | Duração |  |
| 1.  | "Blow Your Trumpets Gabriel" | Nergal                      | 4:25    |  |
| 2.  | "Furor Divinus"              | Nergal                      | 3:06    |  |
| 3.  | "Messe Noire"                | Nergal, Krzysztof Azarewicz | 4:04    |  |
| 4.  | "Ora Pro Nobis Lucifer"      | Nergal, Azarewicz           | 5:35    |  |
| 5.  | "Amen"                       | Nergal                      | 3:49    |  |
| 6.  | "The Satanist"               | Nergal                      | 5:33    |  |
| 7.  | "Ben Sahar"                  | Nergal                      | 5:34    |  |
| 8.  | "In the Absence ov Light"    | Nergal                      | 4:58    |  |
| 9.  | "O Father O Satan O Sun!"    | Nergal, Azarewicz           | 7:13    |  |

## Créditos
- Nergal - Vocal, Guitarra.
- Orion - Contrabaixo.
- Inferno - Bateria.
- Seth - Guitarra.

## Desempenho nas paradas
| Parada musical (2014)                         | Melhor posição |
| --------------------------------------------- | -------------- |
| Áustria (Ö3 Austria Top 40)                   | 24             |
| Bélgica (Ultratop Flandres)                   | 88             |
| Bélgica (Ultratop Valônia)                    | 74             |
| Canadian Albums Chart                         | 46             |
| República Tcheca (ČNS IFPI)                   | 14             |
| Dinamarca (Hitlisten)                         | 34             |
| Países Baixos (Dutch Charts)                  | 70             |
| Finlândia (Suomen virallinen lista)           | 7              |
| França (SNEP)                                 | 52             |
| Alemanha (Offizielle Deutsche Charts)         | 11             |
| Japanse Albums (Oricon)                       | 86             |
| Polónia (ZPAV)                                | 1              |
| Suécia (Sverigetopplistan)                    | 45             |
| Suíça (Schweizer Hitparade)                   | 33             |
| Reino Unido (UK Albums Chart)                 | 57             |
| UK Rock & Metal (OCC)                         | 4              |
| Estados Unidos (Billboard 200)                | 34             |
| Estados Unidos (Billboard Independent Albums) | 6              |
| Estados Unidos (Top Rock Albums)              | 9              |
| Estados Unidos (Top Hard Rock Albums)         | 4              |
| Estados Unidos (Top Tastemaker Albums)        | 3              |